# Перуанское агентство международного сотрудничества
Перуанское Агентство Международного Сотрудничества (исп. Agencia Peruana de Cooperación Internacional - APCI) — орган Министерства иностранных дел Перу. Штаб-квартира находится в Лиме.

## Предназначение
APCI — учреждение, управляющее международным технологическим сотрудничеством и ответственное за руководство, планировку, организацию и контроль международного безвозмездного сотрудничества, в связи с национальной политикой развития, в рамках законов, регулирующих международное технологическое сотрудничество. Обязан основывать исполнение своих функций на принципах эффективности, гласности и координации государственных учреждений и гражданского общества, как национальных, так и международных. Цель сотрудничества — бескорыстная помощь.

## Функции
- Вносить предложения по Политике Международного Технологического Сотрудничества, для их утверждения через Верховный Декрет, в соответствии с национальной политикой развития, определённой Исполнительной Властью.
- Разрабатывать и утверждать Ежегодный План по Международному Сотрудничеству, который включает План Спроса и Предложения Ресурсов Сотрудничества.
- Направлять, по заявке, запросы сотрудничества учреждений Центрального Правительства и конституционно автономных учреждений.
- Согласовывать с Национальной Системой Государственных Вложений осуществление проектов, находящихся в компетенциях APCI.
- Проектировать и поддерживать информационные системы по Международному Технологическому Сотрудничеству для наиболее широкого распространения предложений, видов, источников, требований и прочих условий для установления международного сотрудничества, а также запросов на международное сотрудничество из других стран.
- Следить за выполнением законных и договорных распоряжений, регулирующих международное технологическое сотрудничество, и за правильным использованием ресурсов международного технологического сотрудничества.
- Поддерживать, по запросу, учреждения Центрального Правительства, Законодательной Власти, Судебной Власти, конституционно автономных Органов, Региональных и Местных Правительств при подготовлении и приведении в исполнение планов, программ и проектов Международного Технологического Сотрудничества.
- Участвовать в наблюдении, администрировании и оценке использования фондов стоимостных эквивалентов, произведённых Международным Технологическим Сотрудничеством.
- Проводить подготовительные программы в области международного сотрудничества для служащих государственного сектора, неправительственных организаций, институтов и лиц, заинтересованных в вопросах, связанных с сотрудничеством в области развития.
- Участвовать в Смешанных Комиссиях, связанных с Международным Технологическим Сотрудничеством.
- Согласовывать с ответственными за бюджетный перечень прогноз средств для национальной компенсации тех проектов, финансируемых через Международное Технологическое Сотрудничество, которые того требуют.
- Представлять Государство на переговорах о заявках на международное технологическое сотрудничество с Центральным Правительством и подписывать соглашения о международном сотрудничестве, в своей сфере деятельности.
- Вести и обновлять Реестр Национальных Неправительственных Организаций в Области Развития, принимающих Международное Технологическое Сотрудничество, Национальный Реестр Иностранных Институтов и Учреждений Международного Технологического Сотрудничества и Реестр Пожертвований, как того требует Закон о Международном Технологическом Сотрудничестве.
- Способствовать развитию координации между частным и государственным сотрудничеством.
- По заявке, выдавать, в зависимости от обстоятельств, согласие Государства с запросами неправительственных организаций и организаций гражданского общества в международные инстанции на международное сотрудничество.
- Устанавливать, крепить и расширять связи с иностранными учреждениями и институтами международного сотрудничества как в стране, так и за границей, через миссии Перу.
- Стимулировать, через международные соглашения, международное технологическое сотрудничество, направленное на укрепление научного, технологического и производительного национального потенциала.
- Все те, что будут ему вверены и которые вытекают из его сущности.

## Основные должностные лица в управлении
Исполнительный Директор: Карлос Пандо
Директор Установок и Программ: Сесар Эдуардо Диас Диас
Директор Международной Деятельности и Переговоров: Соледад Бернуй Моралес
Директор Операций и Подготовки: Элиас Руис Чавес
Директор Инспектирования и Контроля: Эстуардо Мунис Эстрада

## Стратегические задачи Международного Сотрудничества
Первоочерёдные направления Безвозмездного Международного Сотрудничества следуют из Национальной Политики Развития. Эта Политика выражена как в документах национального ранга, так и в международных соглашениях, подписанных Перу. Дополнительно Национальная Политика также уточняется в региональных и отраслевых установках.
Каждый из документов Национальной Политики Развития Перу считается политически законным и технически годным для определения направления политики. Иными словами, все элементы, содержащиеся в упомянутых документах, учлись при составлении синтеза задач.
Анализ Национальной Политики Развития позволяет подтвердить, что, несмотря на то, что документы политики не предоставляют эксплицитный порядок первоочерёдности задач, в них содержится общая точка зрения на основные линии воздействия в пользу развития Перу.
Значительно различается как количество, так и значимость, задач и программ, определённых в разных документах. Одни документы ставят небольшое количество очень крупномасштабных задач, что не позволяет достичь эффективного фокусирования сотрудничества. Другие предлагают множество довольно подробных установок, что затрудняет определение основных тематических линий, которыми могло бы заняться сотрудничество.
В свете этого диагноза, задачи, поставленные Национальной Политикой Развития были собраны в четыре стратегические оси, которые, в свою очередь, были поделены на двенадцать задач, которые систематизируют сферы, в которых Безвозмездное Международное Сотрудничество может дополнять работу Государства.
Четыре Стратегические Области для Безвозмездного Международного Сотрудничества:
- Человеческая безопасность
- Государственное устройство
- Человеческое развитие
- Устойчивая конкурентоспособность

Вокруг этих осей, можно различить следующие двенадцать задач, в которых Безвозмездное Международное Сотрудничество может дополнять работу Государства:
А. Человеческая безопасность
- Развить сеть социального обеспечения для охраны людских ресурсов, находящихся в опасности.
- Гарантировать всеобщий доступ к питьевой воде, охране здоровья, бытовому обслуживанию и базовой инфраструктуре.
- Устранить все виды исключения и (поперечной) дискриминации.

Б. Государственное устройство
- Построить демократическое, гласное и эффективное Государство.
- Гарантировать всеобщий доступ к правосудию и обеспечить мир.
- Поддерживать процесс (поперечной) децентрализации.

В. Человеческое развитие
- Гарантировать всеобщий доступ к качественному образованию.
- Улучшать здоровье и питание населения, чтобы обеспечить активный и полезный образ жизни.

Г. Устойчивая конкурентоспособность
- Стимулировать национальную конкурентоспособность и обеспечить для всех справедливые трудовые возможности.
- Гарантировать устойчивое использование природных ресурсов и защищать окружающую среду.
- Развивать науку и технологию страны.
- Поддерживать интеграцию Перу в мировом рынке.

Следует подчеркнуть, что искоренение бедности не считается задачей прямо выполнимой через Международное Сотрудничество, но как конечное последствие всех вышеуказанных задач. Это достижение должно стать глобальным итогом последовательной реализации всех установок в пользу национального развития.